# Мадарський вершник
Мадарський вершник (болг. Мадарски конник) — археологічна пам'ятка, рельєфне зображення, висічене на скелі на висоті 23 м. Розміщений у північно-східній частині Болгарії, коло села Мадара. Занесений в список Всесітньої спадщини ЮНЕСКО в 1979. 29 червня 2008 року Мадарський вершник оголошений символом Болгарії (задля цього було проведено національне опитування). Зображення вершника буде викарбувано на першій болгарській євромонеті.

## Пам'ятник
Рельєф являє собою тріумфуючого правителя — символ моці Першої болгарської держави. Тут зображено кіннотника, який поволі їде, орла, який кружляє перед ним, собаку, яка йде біля вершника і лева, який лежить під кіннотником. Композиція яка символізує перемогу над ворогом нагадує тріумфальні сцени з античної художньої традиції. Деталі визначають датування початком 8 століття, що доводить тезу про праболгарський характер цього зображення і пов'язує його з ханом Тервелом.

## Написи
Коло фігури вершника вирізані написи грецькою мовою, які містять важливі свідчення з болгарської історії. Професор Веселін Бешевлієв вважає, що цей надпис пов'язаний з ханом Аспарухом. Деякі дослідники пов'язують їх з ханами Крумом і Омуртагом.

## Охоплення
Пам'ятник охоплює об'єкти релігійного, військового та культурного значення. Стежки ведуть до Мадарського плато. Недалеко знаходяться і дві перші болгарські столиці — Пліска і Преслав.
Мадарський вершник знаходиться в списку національних туристичних об'єктів Болгарії. Археологічні розкопки, літній час роботи: 8:00—19:00 г.; зимовий: 8:00—16:00 г.
Мадарський вершник — один з дев'яти об'єктів Болгарії які включені в список Всесітньої спадщини ЮНЕСКО.

## Виноски
1. ↑  * Назва в офіційному англомовному списку
2. ↑  Национална кампания «Българските символи». Архів оригіналу за 9 вересня 2010. Процитовано 4 червня 2010.